# Mesut Özil
Mesut Özil (prononciation turque : [meˈsut œˈzil], prononcé en allemand : [ˈmeːzut ˈøːzil]), né le 15 octobre 1988 à Gelsenkirchen en Allemagne de l'Ouest, est un footballeur international allemand d'origine turque.
Comparé à Diego, son prédécesseur au Werder Brême, ou encore à Lionel Messi, il était considéré comme un grand espoir allemand, devenant ainsi le symbole de cette talentueuse génération allemande lors du Mondial 2010.
Grâce à ses performances lors de ce Mondial, il est remarqué par plusieurs grands clubs européens, et signe au Real Madrid lors du mercato estival de 2010. Ses qualités techniques et sa précision de passe l'amènent souvent à être décrit comme l'un des meilleurs milieux de terrain au monde.
Özil est titulaire dans la formation qui remporte la Coupe du monde 2014 au Brésil.
Avec Arsenal, lors de la saison 2015-2016, il devient le meilleur passeur de Premier League et d'Europe avec 19 passes décisives, finissant à une longueur du record historique détenu par une autre légende des Gunners, Thierry Henry.
Il est transféré au mercato de janvier 2021 au Fenerbahçe SK où ses débuts sont difficiles après dix mois sans compétition. Au mois de juillet 2022, Fenerbahçe SK résilie officiellement le contrat de Mesut Özil. Il s'engage alors dans la foulée avec un autre club turc : İstanbul Başakşehir FK. Le 22 mars 2023, il annonce sa retraite sportive.

## Biographie

### Jeunesse
Mesut Özil est un citoyen allemand issu d'une famille originaire de Zonguldak en Turquie. Il ne possède plus la nationalité turque qu'il abandonne en 2007 au profit de la nationalité allemande. Son père vit en Allemagne depuis l'âge de deux ans et possède la nationalité allemande.
Mesut débute dans des clubs de Gelsenkirchen, notamment dans le DJK Westfalia 04, avant de rejoindre successivement le DJK Teutonia Schalke-Nord et le DJK Falke Gelsenkirchen. Il joue ensuite au Rot-Weiß Essen 1907 pendant cinq ans avant de rejoindre le centre de formation de Schalke 04 à seize ans.
Son idole est Zinédine Zidane : « Quand j’étais enfant, il était mon modèle. J’admirais à la télévision ses “trucs” et j’essayais ensuite de les reproduire sur le terrain de jeu. Qu’on me compare à lui me flatte. ».

### Carrière en club

#### Débuts à Schalke 04

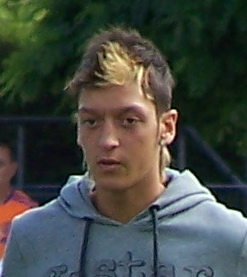
Le jeune Mesut Özil à Schalke 04.

Mesut Özil débarque en 2005 à Schalke 04 et passe sa première saison en équipe réserve.
Après avoir fait ses preuves, le jeune joueur rejoint le groupe professionnel, jouant son premier match le 29 juillet 2006 lors d'une rencontre de coupe de la Ligue d'Allemagne face au Bayer Leverkusen, contre qui son équipe s'impose aux tirs au but. Mais il doit se contenter de rares apparitions pour sa première saison, ne prenant part qu'à 19 matchs de Bundesliga, trois matchs de coupe et une petite apparition en Ligue des champions portant son total à 21 matchs disputés et aucun but marqué pour la saison 2006-2007. Ce manque de temps de jeu s'explique par les bons résultats de l'équipe qui finit vice-championne de Bundesliga à deux points du VfB Stuttgart.
Le début de la saison suivante est plus compliquée malgré un statut d'international espoirs allemand. Le meneur de jeu parvient à inscrire son premier but pour les Königsblauen lors d'une rencontre de Coupe d'Allemagne et effectue quatre apparitions en Ligue des champions. En conflit avec ses dirigeants à propos de la prolongation de son contrat, il signe finalement pour trois ans et demi au Werder Brême, à la veille de la fin du mercato hivernal, le 31 janvier 2008. Le jeune allemand dispute 37 matchs pour 1 but et 5 passes décisives sous le maillot de Schalke.

#### Confirmation au Werder Brême
Brême débourse 4,5 millions d'euros pour s'attacher les services du jeune allemand. Au Werder, Mesut retrouve son ancien coéquipier Sebastian Boenisch, arrivé en juin. Il est en concurrence avec Diego mais parvient à jouer régulièrement et inscrit le premier but de sa carrière en Bundesliga le 26 avril 2008 contre Karlsruhe (3-3). Formant un duo complémentaire avec le Brésilien, il termine sur la deuxième marche du podium à dix longueurs du Bayern Munich mais juste devant son ancien club. Au total le jeune allemand joue douze matchs de championnat pour un but et trois rencontres de Coupe de l'UEFA pour ses débuts dans son nouveau club.

Désormais bien intégré à Brême, Mesut Özil se voit accorder de plus en plus de responsabilités. Cette charge est lourde pour le milieu allemand qui déçoit, après son titre de joueur du mois de septembre, tout comme Diego.[réf. nécessaire] Ne réussissant pas à s’appuyer sur ses deux cadres, le Werder Brême est à la peine en Bundesliga comme en Ligue des champions où le club accroche, de justesse, la troisième place du groupe derrière le Panathinaïkos et l’Inter Milan. C’est pourtant au cours de cette saison que Mesut obtient sa première cape avec l’équipe d'Allemagne le 11 février 2009. Reversé en Coupe de l'UEFA, Brême brille, parvenant à retourner une situation délicate contre Hambourg SV lors de la demi-finale retour où Mesut Özil et ses coéquipiers se qualifient grâce à la règle du but à l’extérieur. Lors de la finale face aux Ukrainiens du Shakhtar Donetsk, les Allemands s’inclinent dans les prolongations sur le score de 2-1, Mesut Özil dispute les 120 minutes ; profitant de la suspension de son coéquipier Diego. Le Werder Brême connaît un meilleur sort en Coupe d'Allemagne, en battant en finale le Bayer Leverkusen grâce à une réalisation d’Özil. Ce trophée constitue le premier du joueur. Pour sa première saison complète au Werder, Mesut Özil prend part à 47 rencontres pour 5 buts et 20 passes décisives, et une 10e place en Bundesliga malgré sa deuxième place au classement des passeurs (15 passes décisives).
.

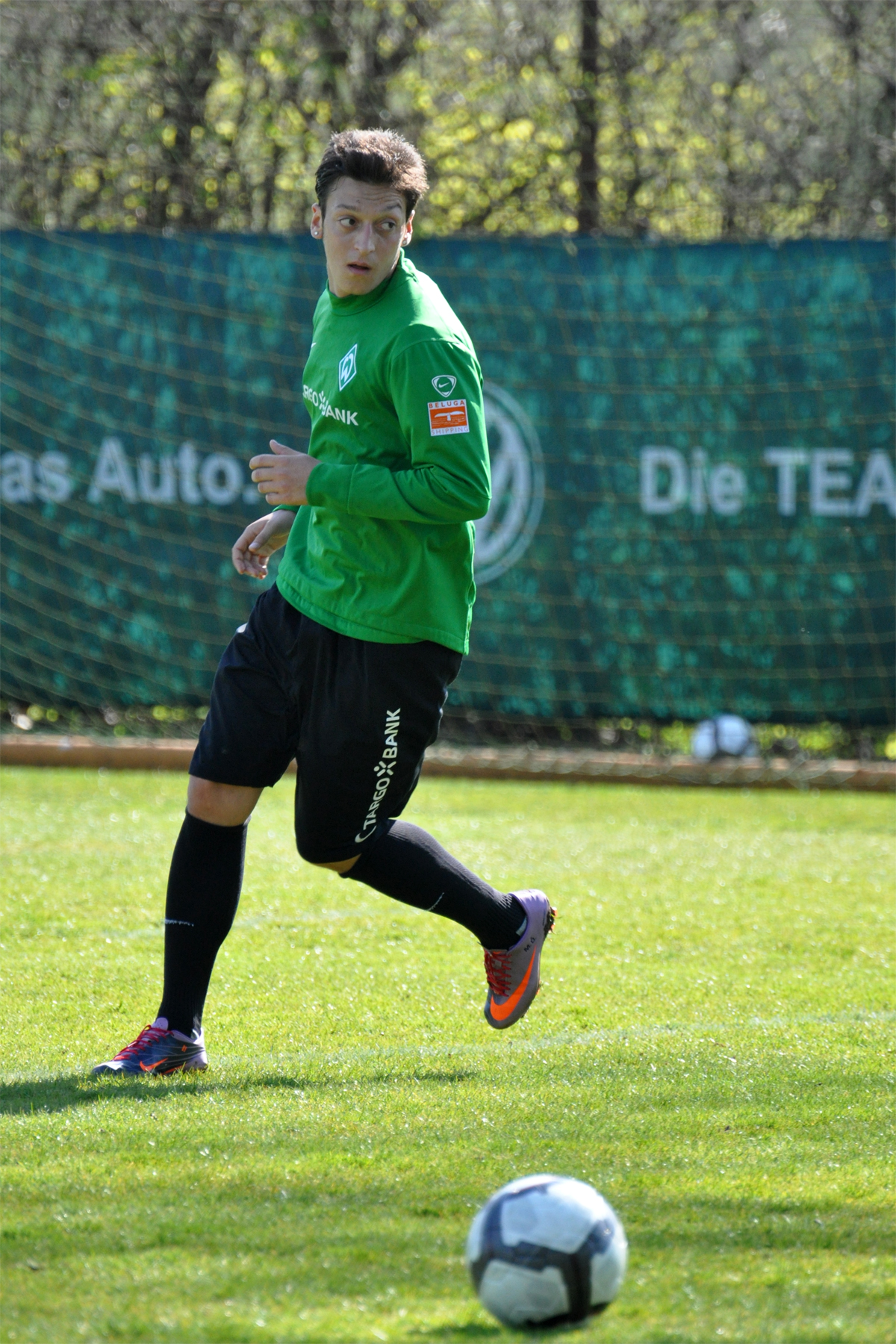
Özil avec le Werder Brême en avril 2010

Diego parti à la Juventus, Mesut Özil reçoit le titre de joueur du mois de novembre, inscrit 9 buts et délivre 17 passes décisives en 31 matchs de Bundesliga 2009-2010 et finit meilleur passeur du Championnat. En Coupe d'Allemagne, le Werder défend son titre jusqu’à la finale, où Özil et ses coéquipiers sont balayés 4-0 par le Bayern Munich. Pour la première édition de la Ligue Europa, les Allemands s’arrêtent en huitième de finale contre le Valence FC (4-4) sur la règle du but à l’extérieur. En championnat, le Werder Brême termine à la troisième place, synonyme de barrages pour la Ligue des champions suivante. Avec 44 rencontres disputées pour 9 buts et 26 passes décisives, Mesut Özil réalise une excellente saison et s’envole logiquement pour la Coupe du monde 2010 en Afrique du Sud avec l’équipe d'Allemagne, pour laquelle il dispute 16 matchs pour 2 buts cette saison.
À la suite de sa probante Coupe du monde (7 matchs joués, 1 but, 3 passes décisives) où l’Allemagne termine à la troisième place, Özil fait, durant l'été, l'objet de nombreuses rumeurs l'envoyant tantôt à Arsenal, tantôt en Espagne, que ce soit au FC Barcelone ou au Real Madrid CF. Le Werder Brême dément à de nombreuses reprises tout accord, allant même jusqu'à affirmer qu'aucune offre n'a jamais été reçue. Mesut Özil commence la saison 2010-2011 avec le premier tour de la DFB-Pokal contre le Rot-Weiss Ahlen remporté 0-4 avec une passe décisive de son meneur de jeu. Mustafa Özil, père de Mesut, déclare ensuite avoir reçu une offre de 30 millions d'euros de la part de l'Inter Milan, offre que le Werder et le joueur sont prêts à accepter. Florentino Pérez, manifeste alors son intérêt, mais avec une proposition d'un montant bien inférieur. Mesut Özil voulant absolument jouer au Real Madrid CF, accepte l'offre des Madrilènes, notamment motivé par le fait de jouer dans le même club que son idole, Zinédine Zidane. Özil signe au Real Madrid CF pour 15 millions d'euros, après une annonce officielle sur le site de son nouveau club. Il totalise 106 matchs sous le maillot du Werder Brême pour 15 buts et 50 passes décisives.

#### Des titres avec les stars du Real Madrid

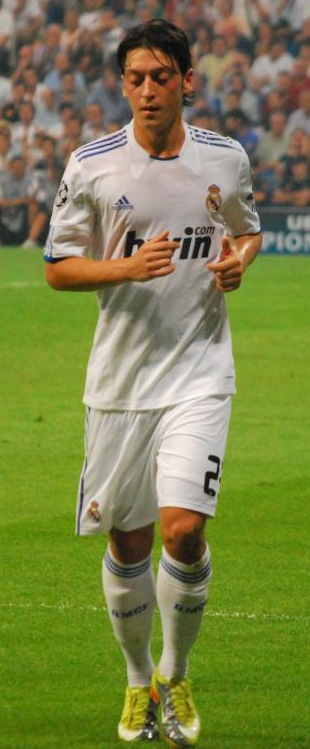
Özil contre l'Ajax Amsterdam en Ligue des champions (15 septembre 2010).

À son arrivée à Madrid où il récupère le no 23 de David Beckham, Özil affiche déjà ses ambitions : « Il y a des stars mondiales dans ce club et je m'en réjouis, mais je n'ai aucune raison d'avoir peur, car je sais ce dont je suis capable. ». Après ses débuts comme remplaçant face à Majorque le 29 août 2010, l'international allemand est titularisé face à Osasuna quelques jours plus tard. Il impressionne le public madrilène lors de ce match et est remplacé sous une ovation. Touché, il déclare : « C'est une immense fierté pour moi que d'avoir recueilli tous ces applaudissements, d'avoir ressenti toute cette ferveur. C'est un grand honneur que le public m'a fait. ». Face à l'Ajax Amsterdam en Ligue des champions (2-0), Özil réalise sa première passe décisive pour Gonzalo Higuaín, sortant à nouveau sous l'ovation du public merengue. Le journal madrilène Marca rappelle que « seul Ronaldo Nazario, qui avait inscrit un doublé pour son premier match face à Alavès, peut se prévaloir d'avoir conquis les cœurs madrilènes aussi rapidement. ». Le 2 octobre 2010, il inscrit son premier but sous les couleurs du Real Madrid lors de la large victoire face au Deportivo la Corogne (6-1). Quelques semaines plus tard, le 19 octobre, il récidive en inscrivant le premier but de sa carrière en Ligue des champions face à l'AC Milan (2-0). Son entraîneur, José Mourinho, qualifie la performance d'Özil de « magique », et en ajoutant : « avoir un tel élément derrière Cristiano Ronaldo et Gonzalo Higuain, c'est fantastique. ». Quelques jours après ce match, le 7 novembre, Özil se montre de nouveau décisif, lors du derby madrilène opposant son club à l'Atlético de Madrid. À la 19e minute, Özil transforme un coup franc à la limite de la surface de réparation, permettant à son équipe de mener 2 buts à zéro. Il s'impose par la suite comme un élément clé du dispositif mis en place par José Mourinho, dans lequel il évolue comme un électron libre, tantôt meneur de jeu, tantôt ailier. Le parcours du Real en Coupe d'Europe s'arrête en demi-finale, où les Madrilènes sont battus par le FC Barcelone 0-2 à Santiago Bernabéu avant d'arracher un nul au Camp Nou au match retour, 1-1. Il termine meilleur passeur de la compétition, dont il fait partie de l'équipe-type. Le 20 avril 2011, Özil remporte le deuxième titre de sa carrière, le premier avec le Real en battant le FC Barcelone lors de la finale de la Coupe du Roi. Cette victoire empêche l'ennemi juré de rafler toutes les compétitions auxquelles il participe cette saison. Malgré une excellente saison, l'Allemand voit son club terminer à la deuxième place de la Liga derrière le Barça. Özil dispute 48 rencontres, inscrit 10 buts et délivré 26 passes décisives, faisant de lui le meilleur passeur d'Europe à l'issue de la saison 2010-2011.
À l'intersaison, Mesut Özil qui s'empare du no 10 laissé vacant par Lassana Diarra. Le début de saison 2011-2012 d'Özil est mitigé. Le 17 août, il est expulsé dans les dernières minutes de la Supercoupe d'Espagne après une altercation avec le Barcelonais David Villa. Plus irrégulier, l'Allemand est  dans la lignée de sa première saison chez les Merengues en décembre. Cette irrégularité entraîne la rotation que José Mourinho met en place avec Kaká. Cependant, dès janvier 2012, Özil retrouve son meilleur niveau. Sa prestation la plus aboutie est sûrement le quart de finale retour en Copa del Rey face au FC Barcelone au Camp Nou malgré l'élimination. Au même moment, Mesut Özil est désigné meilleur joueur allemand de l'année 2011 par les supporters allemands sur le site de la Fédération allemande de football. Il enchaine ensuite les bonnes prestations et est plus régulier que lors de la première moitié de saison. Le 21 avril 2012 lors d'un clasico il aide le Real Madrid à s'imposer pour la première fois depuis cinq ans en terre catalane. Il offre une passe décisive à Cristiano Ronaldo sur le second but des Madrilènes, et est le joueur de son équipe qui récupère le plus de ballons (10). Quelques jours plus tard, lui et son équipe perdent aux tirs au but en demi-finale de Ligue des champions face au Bayern Munich. Lors de la 36e journée et une victoire 0-3 à l'Athletic Bilbao, Özil inscrit le deuxième but des siens sur un service de Cristiano Ronaldo avant de rendre la pareille au Portugais sur corner, Mesut remporte son premier titre national en Espagne. Lors de la 38e et dernière journée de Championnat contre le Real Majorque, le stratège allemand, auréolé du titre de Champion, y va de son doublé (4-1). Le no 10 merengue boucle sa deuxième saison madrilène avec un total de 6 buts et 24 passes décisives et le titre de meilleur passeur de Liga avec 17 passes décisives, avant de s'envoler avec la Nationalmannschaft pour disputer l'Euro 2012 en Pologne et Ukraine.
Özil commence la saison avec une victoire en Supercoupe d'Espagne contre le FC Barcelone. En Liga, il se retrouve en concurrence avec Luka Modrić qui signe au club dans les derniers jours du mercato.
L'Allemand est élu meilleur joueur allemand de l'année 2012 par les supporters de son pays pour la deuxième fois consécutive. Cette distinction vient, en partie, du fait qu'Özil a été le joueur le plus utilisé par Joachim Löw et le meilleur buteur de sa sélection en 2012[réf. nécessaire] .
Pourtant mal commencée au niveau individuel, Mesut Özil termine la saison après avoir inscrit 10 buts (dont 9 en Liga, son record) et réalisé 22 passes décisives en 52 apparitions. Il termine deuxième au classement des passeurs avec 13 unités, à 3 longueurs d'Andrés Iniesta.
Sous la direction de Carlo Ancelotti, Mesut Özil prend part aux deux premières victoires en Liga face au Betis Séville (2-1) et à Grenade (0-1), sans jamais terminer les rencontres. Sur le banc durant tout le match opposant le Real Madrid à l'Athletic Bilbao, le no 10 assiste à l'explosion d'Isco à son poste de milieu offensif, qui inscrit deux buts (3-1). Avec l'arrivée de Gareth Bale lors des dernières heures du mercato, le nom de l'Allemand circule avec insistance du côté de Manchester United, prétendant de longue date, et de Paris qui cherche un milieu créatif, mais il s'envole pour Arsenal. Mesut Özil quitte donc le Real Madrid après trois saisons, 159 matchs disputés, 27 buts et 72 passes décisives. Ce départ provoqué la colère des supporters madrilènes qui ont entonné un chant à la gloire du joueur lors de la présentation de Gareth Bale, mais aussi de Sergio Ramos, très proche de l'Allemand et surtout de Cristiano Ronaldo, dont le milieu offensif était le meilleur pourvoyeur.

#### À Arsenal (2013-2021)

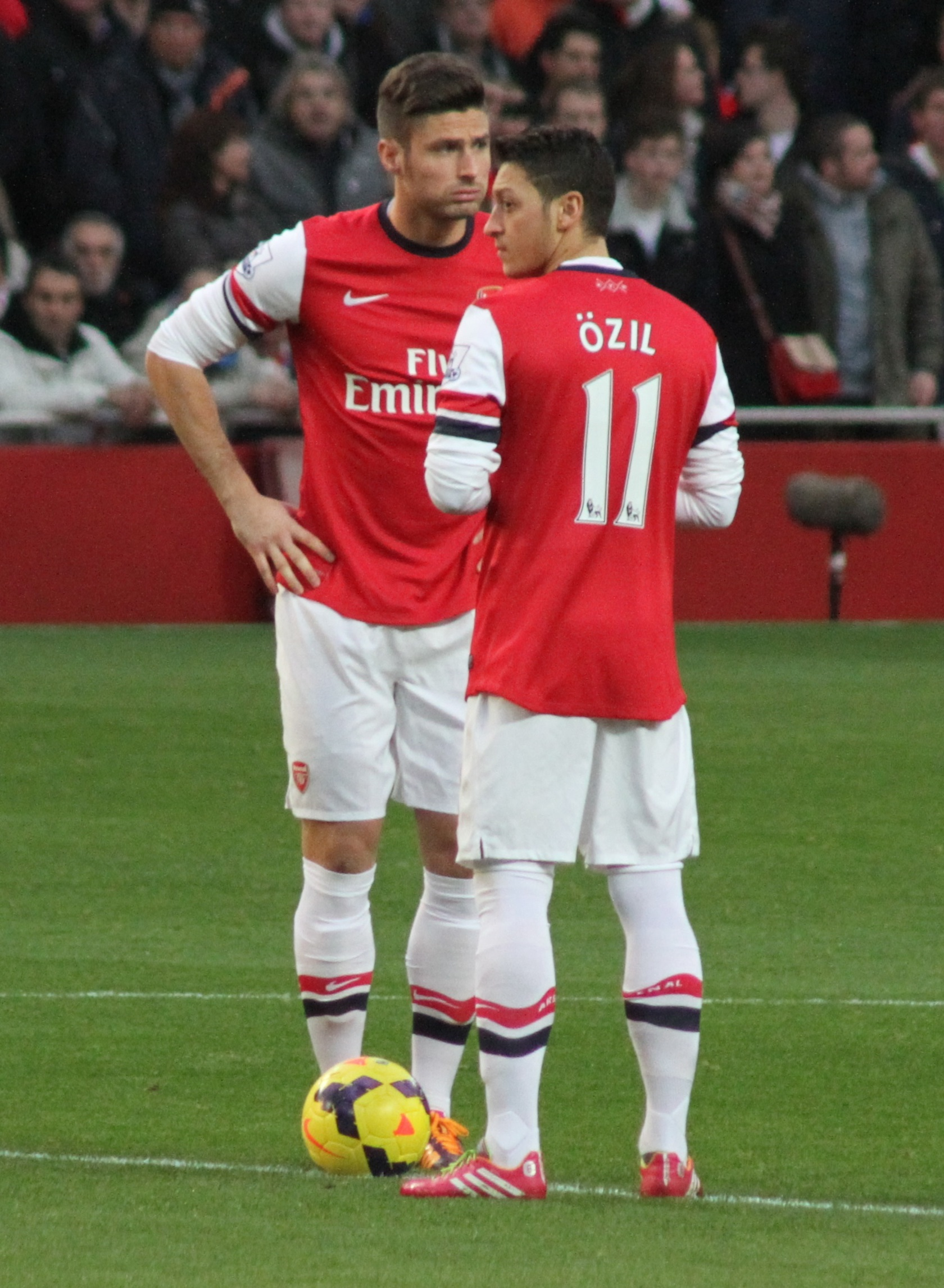
Mesut Özil et Olivier Giroud face à Southampton.

Le 2 septembre 2013, lors du dernier jour du mercato, Özil s'engage pour cinq ans avec Arsenal FC en échange d'une indemnité de transfert s'élevant à 50 millions €. L'Allemand y porte le no 11 et touche un salaire avoisinant les 8,5 millions € annuel, soit 3,5 millions € de plus qu'en Espagne. Ce transfert représente la plus grosse dépense d'Arsenal, le deuxième plus gros transfert du pays derrière celui de Fernando Torres à Chelsea en 2011 pour 58 millions €, mais aussi la plus grosse vente du Real Madrid.

Pour son premier match avec le maillot des Gunners, face à Sunderland, Özil offre le premier but à Olivier Giroud avant d'être à l'origine du dernier but d'Aaron Ramsey pour une victoire 1-3 lors de la quatrième journée. En League Cup, lui et les siens ne passent pas le deuxième tour en se faisant éliminer, à domicile, contre Chelsea (0-2) malgré l'entrée en jeu du milieu offensif après l'heure de jeu. Les prestations d'Özil sont de plus en plus décevantes et l'Allemand touche le fond lors de la claque reçue à Liverpool lors de la 25e journée où il est fautif sur deux buts adverses (5-1). Le milieu offensif commence à agacer les médias outre-manche qui se moquent de sa transparence sur le terrain. Le no 11 des Gunners s'enfonce un peu plus lorsqu'au début du huitième de finale aller de Ligue des champions contre le Bayern, il voit son penalty, mollement frappé à mi-hauteur, être détourné par Manuel Neuer, le match s'achevant par une défaite 0-2. Cet échec est son deuxième dans l'exercice cette saison. Özil et Arsenal terminent quatrième de la Premier League et sont donc qualifiés pour le tour préliminaire de la Ligue des champions. Ils remportent la Coupe d'Angleterre, mettant ainsi fin à huit années de disette pour le club londonien. Au niveau personnel, il aura participé à 40 rencontres pour 7 buts et 13 passes décisives.

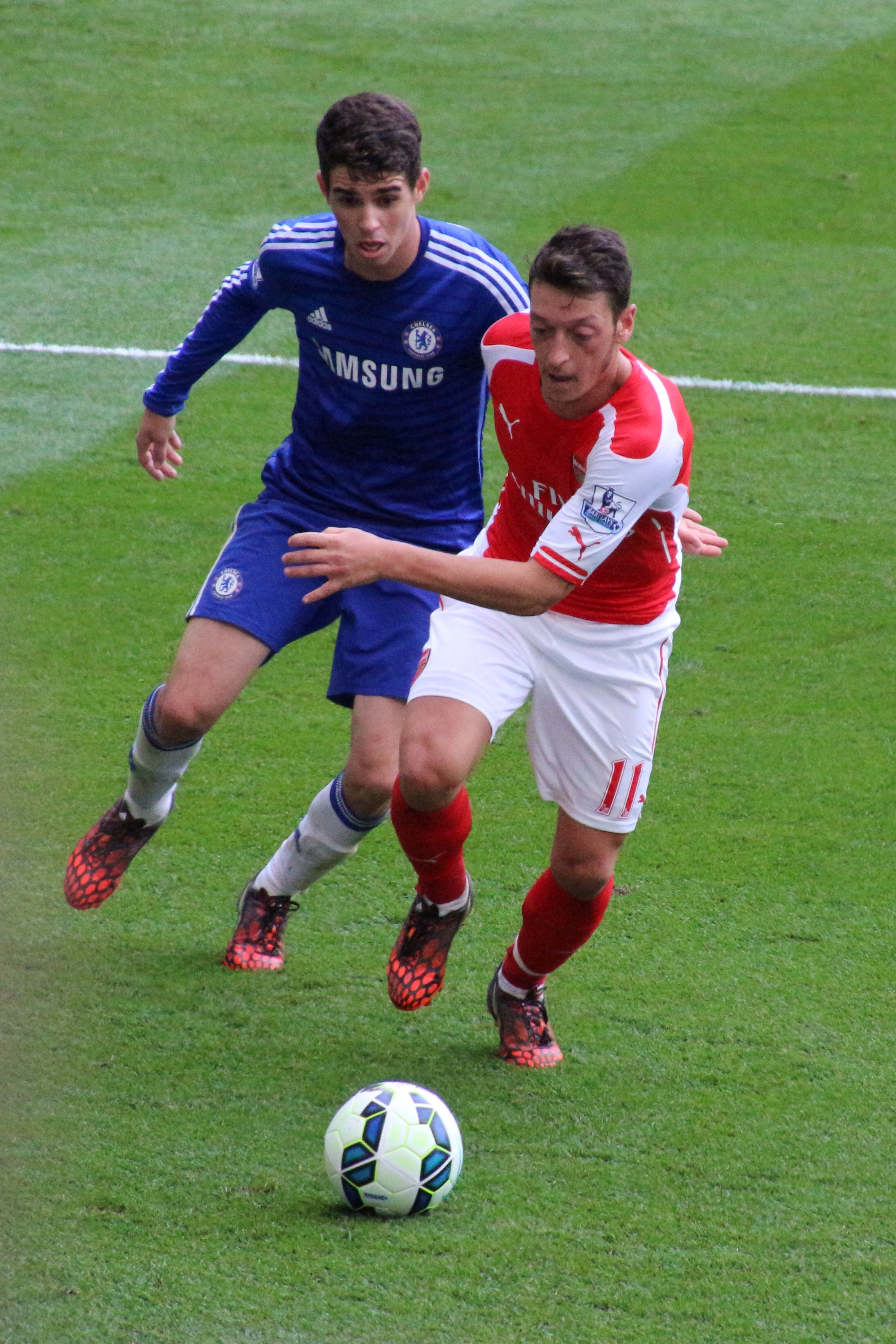
Mesut Özil face à Chelsea.

Auréolé du titre de Champion du monde, c'est donc tardivement et après la Community Shield remportée par ses coéquipiers, que Mesut Özil retrouve les terrains avec Arsenal pour le compte de la deuxième journée de Premier League contre Everton où les Gunners obtiennent le match nul dans les dernières minutes, après que l'Allemand ait été à l'origine de la réduction du score d'Aaron Ramsey (2-2). Ses prestations sont loin de satisfaire ses dirigeants et il devient la cible des supporters après le nul face à Manchester City lors de la quatrième journée de Premier League (2-2) puis lors de la défaite contre le Borussia Dortmund lors de la première journée de Ligue des champions (2-0), à tel point que les médias anglais l'annoncent partant pour le Bayern Munich contre 40 millions € malgré la fermeture du mercato. Critiqué, le meneur de jeu ouvre le score contre Aston Villa lors de la cinquième journée et son compteur but cette saison sur une passe de Danny Welbeck, avant de lui rendre la pareille deux minutes plus tard pour son premier but pour les Gunners et une victoire probante 0-3. Au moment d'attaquer les qualifications pour Euro 2016 avec son équipe nationale, Mesut Özil se plaint de douleurs au genou. Le verdict tombe et révèle que l'Allemand souffre d'une rupture partielle des ligaments croisés du genou gauche. Il fait son retour sur les terrains après trois mois d'absence contre Stoke City le 11 janvier 2015, où il reçoit une ovation du public. Quinze jours plus tard, lors du quatrième tour de FA Cup, il est titulaire et retrouve le chemin des filets contre Brighton & Hove Albion (2-3). Le 1er février, contre Aston Villa, il délivre une passe décisive en aile de pigeon depuis le milieu de terrain pour Olivier Giroud avant de marquer un but à son tour (5-0). La journée suivante, lors du derby face à Tottenham, il ouvre le score, mais ne peut empêcher la défaite des siens (2-1). Le 10 février 2015, lors de la réception de Leicester City, il distribue une passe décisive sur corner à Laurent Koscielny avant de permettre à Theo Walcott de doubler la mise à la suite de sa frappe puissante repoussée sur l'attaquant anglais par le portier adverse (2-1). Lors de la 28e journée de Premier League face à QPR, Özil réalise deux offrandes, la première pour son meilleur « transformeur », Olivier Giroud et la seconde pour Tomáš Rosický (2-0). Après une défaite 1-3 en huitièmes de finale aller de Ligue des champions contre l'AS Monaco où il est transparent, Arsenal est éliminé au match retour malgré une victoire 0-2 à Monaco. Coupable d'avoir échangé son maillot avec Geoffrey Kondogbia dès la mi-temps, chose mal perçue à ce moment du match en Angleterre, Özil déclenche une nouvelle polémique dans le pays et notamment de la part de l'ancien international anglais Paul Scholes. Le 30 mai 2015, il remporte la FA Cup face à Aston Villa (Victoire 4-0). Il dispute 32 matchs dont 22 de Championnat pour 5 buts et 9 assists toutes compétitions confondues. Un maigre bilan malgré la bonne troisième place obtenue par les Gunners, synonyme de qualification directe pour la Ligue des champions.

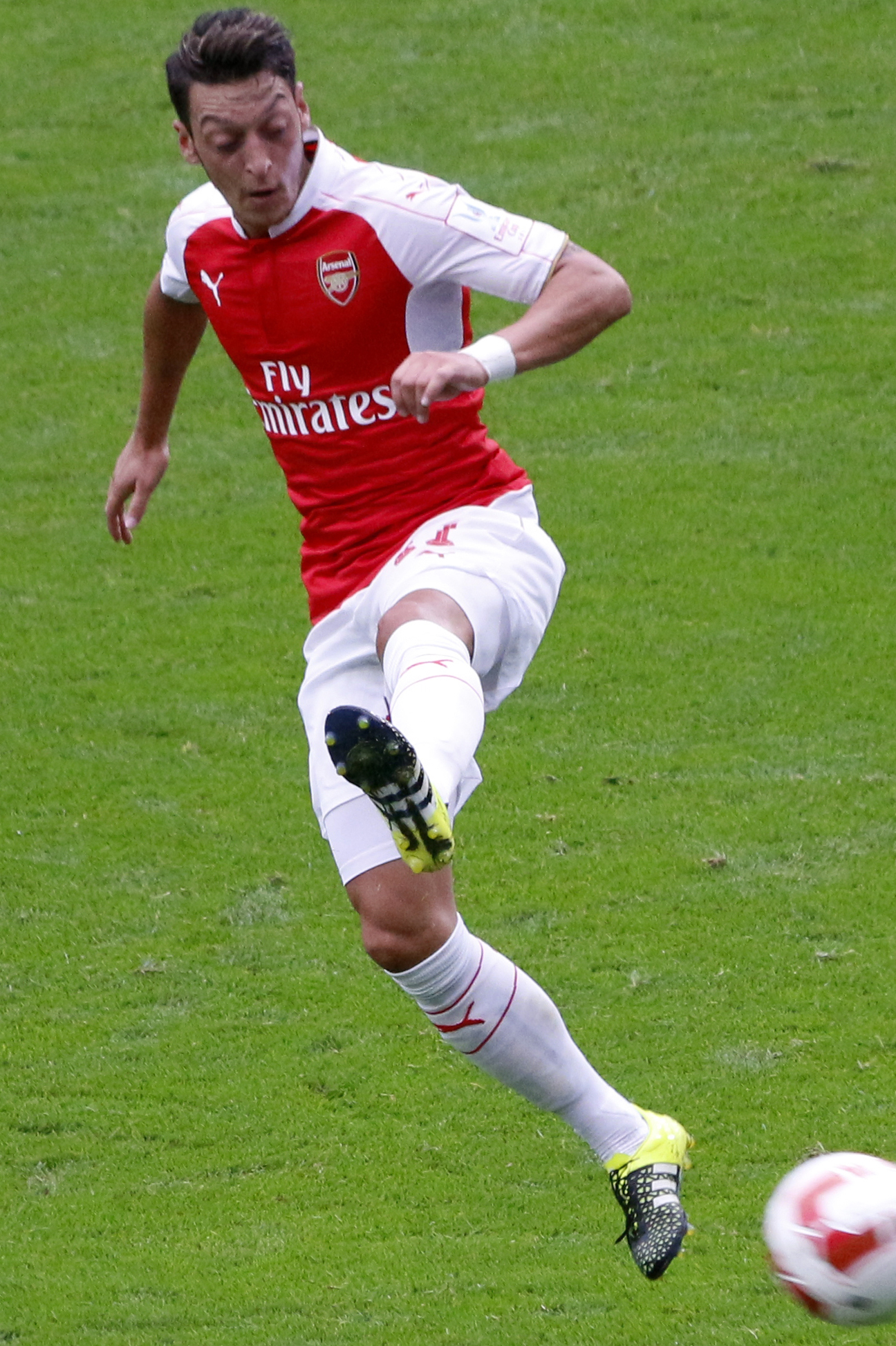
Mesut Özil en 2015.

La saison de l'Allemand commence par le gain de son quatrième trophée, en Angleterre avec la victoire 1-0 sur Chelsea lors du Community Shield. A l'occasion du North London derby contre Tottenham, Mesut Özil devient le premier joueur à donner au moins une passe décisive sur six matchs consécutifs de Premier League. L'Allemand ne s'arrête pas là puisque lors de la journée suivante il pousse un peu plus loin le record avec une nouvelle passe décisive pour Olivier Giroud malgré la défaite à West Bromwich Albion (2-1). Il forme avec le Français le duo le plus prolifique d'Europe. Le 24 novembre, il inscrit un nouveau but en Coupe d'Europe face au Dinamo Zagreb (3-0). La série d'assists consécutives prend fin lors de la journée suivante contre Norwich mais c'est lui qui permet à son club d'éviter la défaite en inscrivant le seul but des siens (1-1). Deux jours après sa lourde défaite lors du Boxing Day contre Southampton (4-0), il relance les siens contre Bournemouth où il délivre sa 16e passe décisive de la saison avant d'inscrire son troisième but de la saison pour prendre la tête du classement grâce au nul dans le choc entre Leicester City, désormais 2e, et Manchester City, 3e (0-0),.
Le 14 janvier 2016, il est logiquement élu meilleur joueur allemand de l'année 2015 par les supporters allemands, récoltant 45,9 % des suffrages pour une distinction qu'il remporte pour la quatrième fois après 2011, 2012 et 2013. Auteur de 16 passes décisives en première partie de saison, Özil attend le choc face à Leicester City, le leader, lors de la 26e journée, le 14 février, pour ouvrir son compteur passe en 2016 et permettre à Danny Welbeck de donner la victoire aux Gunners au bout du temps additionnel (90+5e minute) pour revenir à la deuxième place à deux points de son adversaire du soir. Malheureusement pour les Londoniens, Özil et les siens chutent lors du choc à Manchester United le weekend suivant malgré une bonne prestation de l'Allemand auteur d'une passe décisive et d'un but (3-2). Lors de la 38e et dernière journée de Premier League, Özil délivre sa 19e et dernière passe décisive de la saison, à une unité du record absolu détenu par Thierry Henry depuis la saison 2002-2003, et permet à son club lors de cette victoire contre la lanterne rouge d'Aston Villa (4-0) de chiper la deuxième place à l'ennemi intime de Tottenham, défait contre un autre relégué de son côté.
Auteur de 8 buts et 20 assists en 45 rencontres toutes compétitions confondues dont 6 réalisations et 19 passes décisives en 35 matchs de Championnat, son record sur une saison, l'Allemand, meilleur passeur de premier League, réalise ici sa saison la plus aboutie en Angleterre. Mesut Özil est d'ailleurs plébiscité par les supports du club londonien lors de l'élection du meilleur Gunners de l'année.
Après un début de saison poussif avec une défaite à domicile contre Liverpool (3-4) et un nul à Leicester (0-0), Özil et les Gunners enchainent six victoires consécutives et l'Allemand inscrit trois buts contre Watford (1-3), Chelsea (3-0) et Swansea (3-2) pour revenir à hauteur du leader Manchester City. Contre le PFC Ludogorets Razgrad en Ligue des champions de l'UEFA il s'offre le premier triplé de sa carrière et remporte ce match 6-0. Lors du match retour, il inscrit à Razgrad, en toute fin de match un but d'anthologie synonyme de victoire et de qualification pour Arsenal aux phases finales. Lancé en profondeur devant le gardien de Ludogorets, il élimine celui-ci d'un sombrero puis anticipe le retour des défenseurs par un crochet suivi d'une feinte de frappe avant de marquer dans le but vide. Arsenal remporte ce match 3-2 après avoir été mené 2-0 au bout de vingt minutes. Arsenal termine cette saison à la cinquième place en championnat et remporte la FA Cup, aidé par les 12 buts et 13 passes décisives en 44 apparitions de son milieu allemand.
En janvier 2018, il prolonge son contrat, qui expirait six mois plus tard, jusqu'en 2021. Le 11 mars il atteint la barre des 50 passes décisives en Angleterre et devient le joueur ayant atteint le plus rapidement ce total, devant Éric Cantona. Il atteint avec son club les demi-finales de la Ligue Europa perdues contre l'Atlético de Madrid.
Après le départ de Jack Wilshere, il porte le numéro 10.

#### À Fenerbahçe (2021-2022)
Il est transféré au mercato de janvier 2021 au Fenerbahçe SK. Il fait sa première apparition sous ses nouvelles couleurs le 2 février 2021, lors d'une rencontre de championnat face à Hatayspor. Il entre en jeu à la place de Mame Baba Thiam et son équipe l'emporte par deux buts à un.
Le 4 mars 2021, il sort sur une civière à la suite d'un mauvais contact avec un joueur de l'Antalyaspor, il est forfait pour plus d'un mois. Il fait son retour un mois plus tard, mais le collectif stambouliote échoue dans la conquête du titre, terminant la saison à une décevante troisième place. Pour sa première moitié de saison en Turquie, Özil aura délivré une passe décisive en dix matchs.
En août 2021, le meneur germano-turc inscrit son premier but sous les couleurs de Fenerbahçe, lors de la première journée de Süper Lig face à l’Adana Demirspor. Il récidive lors de la première journée d’Europa League, en inscrivant le seul but des stambouliotes à Francfort. Özil contribue également à la victoire de son équipe face à Giresunspor en inscrivant un but. Özil se fait remarquer le 21 novembre 2021 en marquant un but lors du derby face à Galatasaray en championnat, participant à la victoire de son équipe par deux buts à un. Ses prestations sont jugées de plus en plus qualitatives par la presse turque.

#### Dernière saison à Basaksehir (2022-2023)
Mesut Özil rejoint l'İstanbul Başakşehir durant l'été 2022. Sa saison est perturbée par des blessures et il ne participe qu'à huit rencontres avec son club. Le 22 mars 2023, il annonce la fin de sa carrière professionnelle avec effet immédiat.

### Carrière en sélection

#### Avec les jeunes
Özil fait ses premières apparitions dans les sélections allemandes junior assez tard. C'est en effet à l'âge de 17 ans, en septembre 2006, qu'il fait ses débuts avec l'Équipe d'Allemagne des moins de 19 ans le 5 septembre 2006 face à l'Autriche. Il participe à l'Euro des moins de 19 ans 2007 en Autriche pendant lequel il inscrit deux buts lors de la phase de groupe face à la Russie et la France. Il atteint la demi-finale perdue face à la Grèce. Jusqu'en juillet 2007 il joue 11 matchs et inscrit 4 buts pour cette sélection.
En novembre 2007, le sélectionneur turc Fatih Terim lui propose de rejoindre la sélection turque. Le joueur refuse préférant se concentrer avec les Espoirs allemands. Alors que Terim revient plusieurs fois à la charge Özil décide fin 2008 de jouer définitivement pour l'Allemagne. Sous les rênes de Horst Hrubesch il remporte en juin l'Euro espoirs 2009 en Suède. Élu homme du match de la finale remportée (4-0) face à l'Angleterre, il y inscrit un doublé et réalise deux passes décisives. Avec l'équipe d'Allemagne espoirs, il totalise seize sélections pour cinq buts.

#### Avec la Nationalmannschaft
Appelé par Joachim Löw, il dispute à Düsseldorf, le 11 février 2009, son premier match pour la sélection A lors d'une défaite (0-1) face à la Norvège.

##### Coupe du monde 2010
Il marque son premier but en sélection lors de sa troisième apparition contre l’Afrique du Sud, le 5 septembre 2009. Le 10 octobre, dans un match décisif en Russie, il permet à Miroslav Klose d'inscrire le seul but du match et d'envoyer l'Allemagne à la Coupe du Monde.
Mesut Özil est retenu parmi les 23 Allemands pour disputer la Coupe du monde de football 2010. Pour le tournoi, Özil est amené à jouer dans l'axe en soutien de Miroslav Klose, alors que Lukas Podolski évolue à gauche du milieu de terrain. Lors du premier match, il offre le dernier but de la victoire face l'Australie (4-0) à Cacau. Alors que les Allemands sont défaits par la Serbie (0-1), ceux-ci trouvent en Özil leur buteur face au Ghana (victoire 1-0) lors du dernier match de poule. Il est élu Homme du match et l'Allemagne, première de son groupe, se qualifie pour les huitièmes de finale face à l'Angleterre. Özil s'y montre à son avantage dans les phases de contres et offre notamment une passe décisive à Thomas Müller, action sur laquelle il démontre un sens du collectif particulièrement développé, pour une victoire sans appel, 4-1. En quarts, lui et les siens rencontrent l'Argentine de Lionel Messi pour un match qui s'annonce extrêmement serré avant le coup d'envoi mais les Allemands sont irrésistibles et balayent leur adversaire, 4-0 avec une nouvelle passe décisive d'Özil sur le dernier but de Miroslav Klose. C'est l'Espagne qui se met, en demi-finale, sur la route des joueurs de Joachim Löw, l'Allemagne est défaite 0-1 sur un but de Carles Puyol. Mesut Özil et les siens terminent à la troisième place de la compétition en venant à bout de la surprenante équipe d'Uruguay (3-2) lors de la petite finale.
À la suite de cette Coupe du monde globalement réussie par le jeune meneur de jeu, son entraîneur lui rend hommage par ces termes : « Özil est une chance pour le football allemand. »

##### Euro 2012

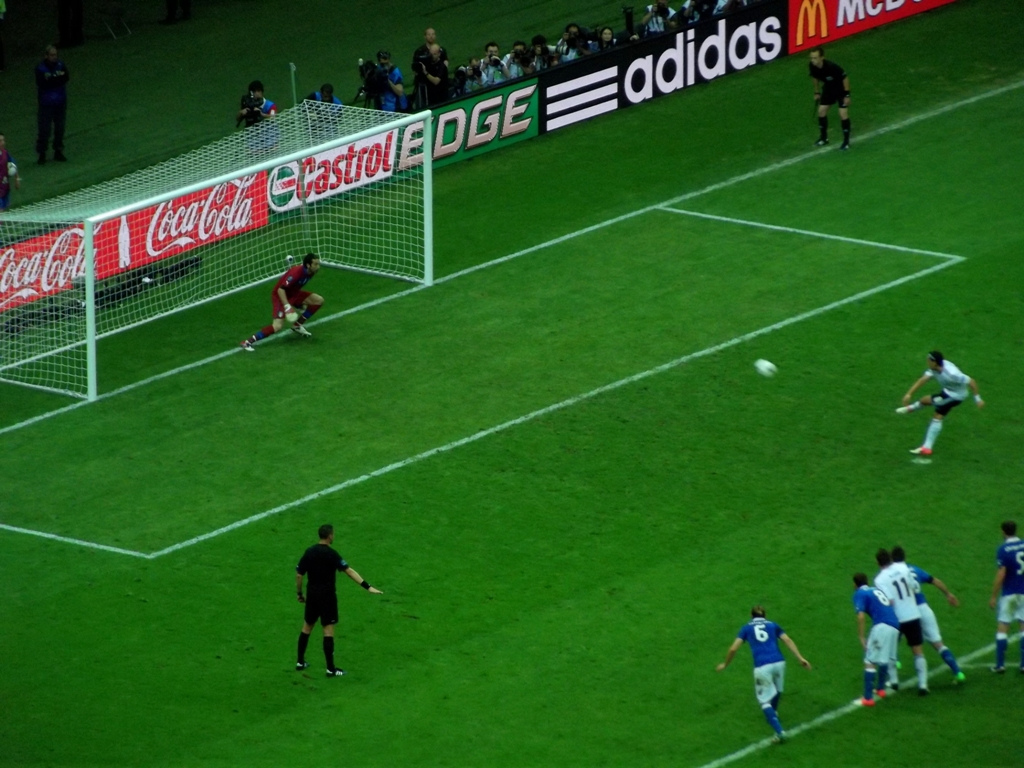
Özil tirant le penalty face à l'Italie.

Pendant la campagne de qualifications à l'Euro 2012, pendant laquelle les Allemands remportent tous leurs matchs, il dispute 9 des 10 matchs, inscrit 5 buts et réalise 7 passes décisives. Il termine ainsi meilleur passeur des éliminatoiresPour son entrée dans la compétition, l'Allemagne de Mesut Özil, grande favorite avec l'Espagne et les Pays-Bas, s'impose face au Portugal de son ami Cristiano Ronaldo par le plus petit des écarts (1-0). Il est élu Homme du match. Pour la deuxième rencontre, Mesut Özil et les siens rencontrent la redoutable équipe des Pays-Bas défait lors de son premier match contre le surprenant Danemark (1-0). Malgré un début de rencontre en faveur des Bataves, la Mannschaft, emmenée par un bon Mesut Özil qui trouve le poteau sur une belle reprise, inverse la tendance pour s'imposer sur le score de 1-2. Contre le Danemark, il se met une fois de plus en lumière en offrant le but de la victoire à Lars Bender en fin de match (1-2). L'Allemagne, avec 9 points sur 9 possibles, file vers les quarts de finale où elle affronte la Grèce dans une rencontre qui n'aura jamais été autant au centre de l'actualité économique de la zone euro. Le no 8 allemand est encore à son aise durant ce match puisqu'après s'être créé plusieurs occasions de but sans réussite, il est passeur décisif sur l'ouverture du score de Philipp Lahm avant de déposer un maître coup sur la tête de Miroslav Klose pour le troisième but de la victoire allemande 4-2. Pour la deuxième fois de la compétition, il remporte le prix de l'Homme du match. Lors de la demi-finale face à l'Italie, les Allemands peinent à se montrer à leur niveau. Menés 0-2 après une grosse demi-heure et un doublé de Mario Balotelli, ils ne parviennent pas à réagir et souffrent jusqu'à la fin du match où le stratège allemand réduit le score sur penalty (1-2). Il est nommé dans l'équipe-type de l'Euro où il finit co-meilleur passeur à égalité avec Andreï Archavine, Steven Gerrard et David Silva avec 3 passes décisives.

##### Coupe du monde 2014

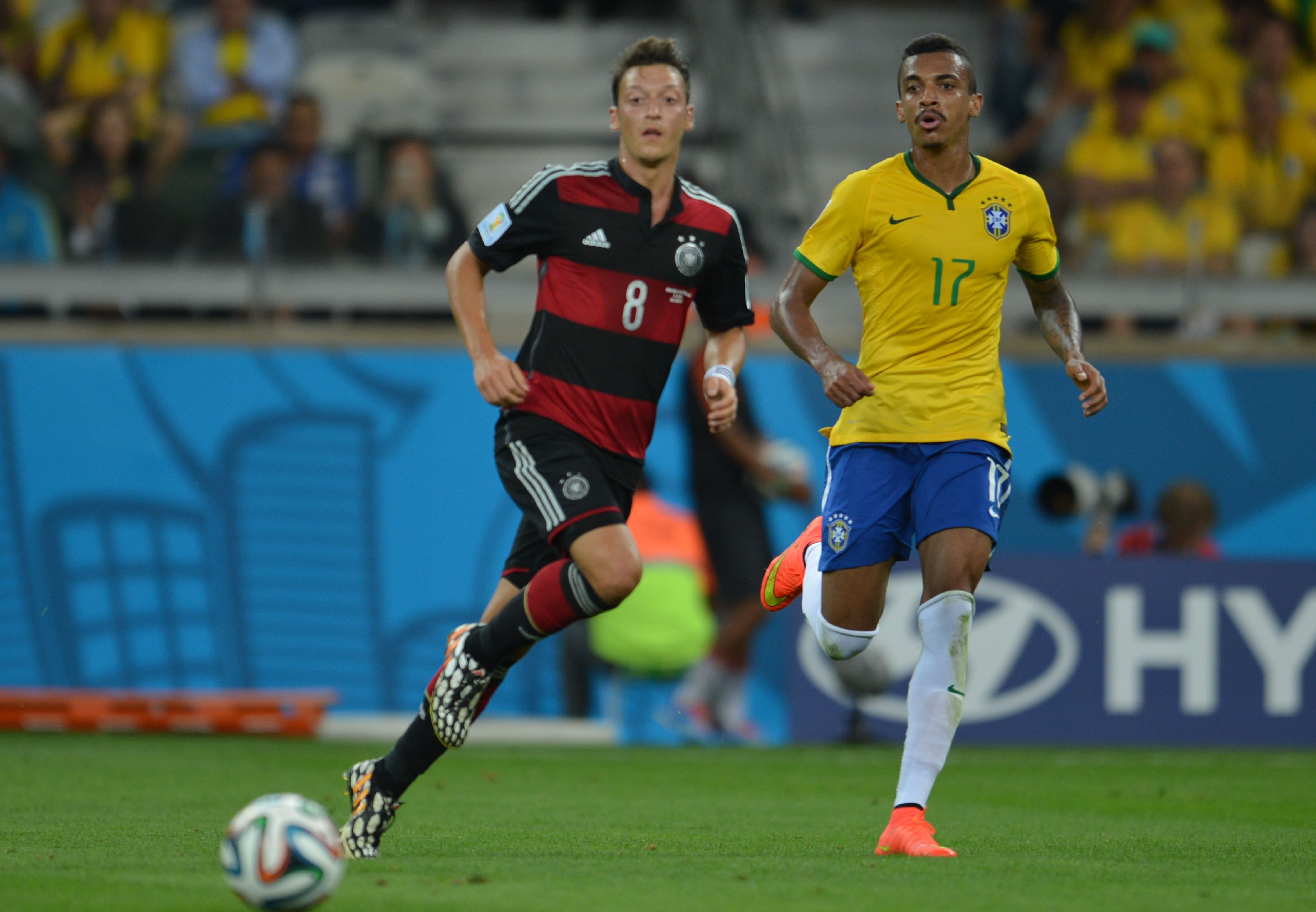
Mesut Özil face à Luiz Gustavo lors de la demi-finale de la coupe du monde Brésil-Allemagne.

Özil termine meilleur buteur du groupe C lors des éliminatoires pour la Coupe du monde 2014 au Brésil avec huit buts. Pour l'entrée de la Manschaft dans la compétition, Özil et les siens explosent le Portugal de Cristiano Ronaldo grâce notamment à un triplé de Thomas Müller pour ce choc du Groupe G sans que le milieu des Gunners se mettent en évidence avant de sortir à l'heure de jeu (4-0). Le deuxième match s'avère plus compliqué pour les Allemands qui sont tenus en échec par le Ghana où Özil ne parvient pas à tirer son épingle du jeu au contraire de Miroslav Klose qui marque son 15e but en Coupe du monde, deux minutes après son entrée en jeu et égale ainsi le record du plus grand nombre de buts dans cette compétition détenu par Ronaldo (2-2). La première place se joue donc face aux États-Unis et il est à l'origine de l'unique but inscrit par Müller (0-1). Avec 7 points sur 9, Özil et ses compatriotes accèdent logiquement aux huitièmes de finale où ils sont opposés à l'Algérie. Déséquilibré sur le papier, le match ne l'est pourtant pas et il faut attendre le début des prolongations pour voir les Allemands ouvrir le score. Bien bougés par les Fennecs, le joueur sort de sa coquille et délivre définitivement son pays d'une frappe en force à bout portant et la réduction du score algérienne ne changera rien, place à la France en quart. Auteur de prestations décevantes voire insipides depuis le début de la compétition malgré son but en huitièmes, il est de nouveau aligné face aux Bleus. Dans la droite lignée de ce qu'il a fait jusqu'à présent, le milieu offensif déçoit et est remplacé à la fin du match d'une rencontre remportée 0-1 qui l'envoie retrouver l'hôte brésilien en demi-Finale. Bénéficiant de la confiance de son sélectionneur, il est titulaire et participe à la plus large victoire lors d'une demi-finale de Coupe du monde où les siens humilient les Brésiliens pour leur quatrième participation consécutive à une demi-finale de Coupe du monde (2002, 2006, 2010 et 2014) avec une passe décisive du no 8, sa seule dans le tournoi (1-7). Contre l'Argentine de Lionel Messi en finale, Özil étale sa panoplie technique par intermittence et cède sa place en toute fin de prolongation. C'est grâce à un but de Mario Götze inscrit cinq minutes plus tôt que lui et les siens remportent le trophée le plus prestigieux de leur sport : la Coupe du monde (1-0).

##### Euro 2016
Auteur d'une très bonne saison avec Arsenal, Mesut Özil fait logiquement partie des 23 Allemands qui s'envolent pour l'Euro 2016 en France. Pour leur entrée en lice dans la compétition, les Champions du monde affrontent l'Ukraine. Il délivre une passe décisive à Bastian Schweinsteiger au bout du temps additionnel après avoir remonté tout le terrain pour sceller la victoire allemande (2-0). Lors du deuxième match face au voisin polonais, aucune équipe ne parvient à trouver la faille (0-0). Face à la surprenante Irlande du Nord, Mesut Özil et les siens dominent largement les débats mais ne réussissent qu'à inscrire un but (1-0) dont il est à l'origine. Il est élu homme du match. En huitièmes de finale face à la Slovaquie, alors que la Mannshchaft mène 1-0, Özil voit son penalty repoussé par le gardien mais les siens s'imposent tout de même largement (3-0) pour accéder aux quarts de finale . Lors du choc des quarts de finale contre l'Italie, il déverrouille un match fermé en inscrivant son seul but de la compétition face à Gianluigi Buffon. Lors de la séance de tirs au but, il voit sa tentative échouer sur le poteau, sans conséquence pour les siens qui accèdent aux demi-finales malgré ce second échec de la compétition dans cet exercice (1-1 ; 6-5 ap. tab). En demi-finale, face à la France, pays hôte, Özil et les siens, diminués par l'indisponibilité de trois titulaires, s'inclinent et voient leur rêve de doublé Coupe du monde 2014-Euro 2016 partir en fumée (0-2).

##### Coupe du monde 2018, polémique et retrait de la sélection
En mai 2018, une photo de lui, accompagné de son coéquipier en sélection İlkay Gündoğan et du président turc Recep Tayyip Erdoğan, provoque des tensions dans les médias allemands,,.
Il est convoqué, quelques jours plus tard, par le sélectionneur allemand Joachim Löw pour participer à la coupe du monde de football 2018. Le début de la compétition tourne très mal pour l'Équipe d'Allemagne pourtant tenante du titre. Özil est titulaire et joue l'intégralité de la rencontre contre le Mexique, mais malheureusement les champions du monde perdent leur premier match (0-1) à la suite de la réalisation de Hirving Lozano à la 35e minute. Il reste sur le banc des remplaçants pour l’intégralité du deuxième match synonyme de victoire allemande face à l'équipe suédoise (2-1), lui qui est apparu comme un des joueurs favoris du sélectionneur Löw. Le dernier match oppose les Allemands à la Corée du Sud quasiment éliminée. Il dispute l'intégralité de la rencontre, que les Allemands doivent impérativement gagner. Ceux-ci dominent nettement mais les Coréens réussissent à marquer à deux reprises dans le temps additionnel (2-0). Ce résultat provoque une grosse polémique sur la performance des joueurs et surtout celle de Mesut Özil, auteur d'une mauvaise coupe du monde.
Le 22 juillet, il annonce avoir décidé de ne plus porter le maillot allemand. Lors de cette annonce, il se dit avoir été, à plusieurs occasions, victime de comportements racistes dus surtout à ses origines turques et nomme entre autres le président de la fédération allemande de football Reinhard Grindel. Cette accusation crée une forte polémique en Allemagne. Le mois suivant, le gardien de but et capitaine de l'équipe d'Allemagne Manuel Neuer réfute ces accusations, précisant que la sélection a « toujours cherché à intégrer tous les joueurs », en évoquant la nécessité d'avoir « de nouveau des joueurs fiers de jouer pour l’équipe nationale [qui] donnent tout pour jouer pour leur pays ».

## Style de jeu
Mesut Özil indique : « Ma conduite de balle et ma technique sont les côtés turcs de mon jeu. La discipline, l’attitude et le fait de tout donner tout le temps c’est le côté allemand ».
Dans la pure lignée des Wolfgang Overath et des Thomas Häßler, Mesut Özil possède toute la panoplie du meneur de jeu moderne. Capable d'ouverture limpide en territoire limité, il est un excellent passeur.
Sa qualité première est sa faculté à trouver ses coéquipiers grâce à des passes millimétrées et surprenantes de l'aveu de Zinédine Zidane en personne, autre très grand meneur de jeu du Real Madrid : « Lui, c’est la passe laser. Il n’a pas besoin de regarder ce qui se passe autour de lui, il l’a déjà intégré, il anticipe ce qui va se passer. Il n’est pas super rapide mais c’est un mec juste. Les défenseurs sont souvent surpris. ».
Il est également un excellent dribbleur, d'où les nombreuses comparaisons avec un autre génie de sa génération, Lionel Messi. Tout comme Messi, la qualité de son toucher du cuir lui donne un excellent contrôle de balle. Comme Zinédine Zidane, il a également une excellente vision de jeu, qui, couplée avec une qualité de passe élevée et une créativité rare, le rend capable de déverrouiller beaucoup de défense adverse, cependant, il a une faible puissance de tir .
Horst Hrubesch, entraîneur de l'équipe d'Allemagne des moins de 21 ans, disait de lui : « En Allemagne, nous avons une certaine propension à nous enthousiasmer sur les joueurs étrangers. Nous vénérons Wayne Rooney comme un dieu, tout comme Cristiano Ronaldo et Lionel Messi. Mais nous avons notre propre Messi. Notre Messi, c'est Özil. ».
Son ancien capitaine en sélection, Philipp Lahm estime fin 2015 que Mesut Özil est le joueur le plus intelligent en Europe : « Mesut est probablement le joueur le plus intelligent face à qui j'ai joué. Il est même probablement le joueur le plus intelligent actuellement en Europe. Il est le seul à voir ce qu'il voit. Sa vision du jeu n'a jamais été aussi bonne. C'était ridicule quand j'ai entendu qu'il était discuté après son arrivée à Arsenal. Il crée des espaces et des occasions pour ses partenaires et vous n'avez qu'à voir le classement des meilleurs passeurs pour voir que personne n'est meilleur que lui. ».
Andrea Pirlo, milieu italien, déclare en 2016 : « Özil est le joueur le plus créatif d'Europe actuellement. Il crée un nombre incalculables d'occasions pour les joueurs offensifs qui jouent devant lui. Personne n'a la même vision du jeu que lui en Europe. »

## Engagement en politique
En février 2025, Mesut Özil rejoint les instances du Parti de la justice et du développement (AKP) du président turc Recep Tayyip Erdogan en Turquie. Lors d'un congrès à Ankara, il  devient membre du Conseil décisionnel central de l'AKP.

## Divers
Il est parfois considéré comme un sosie d'Enzo Ferrari, mort l'année de sa naissance.

## Statistiques

### Détails par saison
| Saison                | Club                  | Championnat           | Championnat | Championnat | Championnat | Coupe nationale | Coupe nationale | Coupe nationale | Coupe de la Ligue | Coupe de la Ligue | Coupe de la Ligue | Supercoupe | Supercoupe | Supercoupe | Compétition(s) continentale(s) | Compétition(s) continentale(s) | Compétition(s) continentale(s) | Compétition(s) continentale(s) | Allemagne | Allemagne | Allemagne | Total | Total | Total |
| Saison                | Club                  | Division              | M.          | B.          | P.d.        | M.              | B.              | P.d.            | M.                | B.                | P.d.              | M.         | B.         | P.d.       | Comp.                          | M.                             | B.                             | P.d.                           | M.        | B.        | P.d.      | M.    | B.    | P.d.  |
| 2006-2007             | Schalke 04            | Bundesliga            | 19          | 0           | 1           | 1               | 0               | 0               | 2                 | 0                 | 0                 | -          | -          | -          | C3                             | 1                              | 0                              | 0                              | -         | -         | -         | 23    | 0     | 1     |
| 2007-2008             | Schalke 04            | Bundesliga            | 11          | 0           | 4           | 1               | 1               | 0               | -                 | -                 | -                 | -          | -          | -          | C1                             | 4                              | 0                              | 0                              | -         | -         | -         | 16    | 1     | 4     |
| Sous-total            | Sous-total            | Sous-total            | 30          | 0           | 5           | 2               | 1               | 0               | 2                 | 0                 | 0                 | -          | -          | -          | -                              | 5                              | 0                              | 0                              | -         | -         | -         | 39    | 1     | 5     |
| 2007-2008             | Werder Brême          | Bundesliga            | 12          | 1           | 1           | 0               | 0               | 0               | 0                 | 0                 | 0                 | -          | -          | -          | C3                             | 2                              | 0                              | 0                              | -         | -         | -         | 14    | 1     | 1     |
| 2008-2009             | Werder Brême          | Bundesliga            | 28          | 3           | 12          | 5               | 2               | 1               | -                 | -                 | -                 | -          | -          | -          | C1+C3                          | 6+8                            | 0+0                            | 3+3                            | -         | -         | -         | 47    | 5     | 19    |
| 2009-2010             | Werder Brême          | Bundesliga            | 31          | 9           | 14          | 5               | 0               | 2               | -                 | -                 | -                 | -          | -          | -          | C3                             | 10                             | 1                              | 9                              | 16        | 1         | 4         | 62    | 11    | 29    |
| 2010-2011             | Werder Brême          | Bundesliga            | -           | -           | -           | 1               | 0               | 1               | -                 | -                 | -                 | -          | -          | -          | -                              | -                              | -                              | -                              | 0         | 0         | 0         | 1     | 0     | 1     |
| Sous-total            | Sous-total            | Sous-total            | 71          | 13          | 27          | 11              | 2               | 4               | 0                 | 0                 | 0                 | -          | -          | -          | -                              | 26                             | 1                              | 15                             | 16        | 1         | 4         | 124   | 17    | 50    |
| 2010-2011             | Real Madrid           | Liga                  | 36          | 6           | 19          | 6               | 3               | 1               | -                 | -                 | -                 | -          | -          | -          | C1                             | 11                             | 1                              | 7                              | 9         | 2         | 6         | 62    | 12    | 33    |
| 2011-2012             | Real Madrid           | Liga                  | 35          | 4           | 19          | 5               | 0               | 4               | -                 | -                 | -                 | 2          | 1          | 0          | C1                             | 10                             | 2                              | 4                              | 12        | 5         | 8         | 64    | 12    | 35    |
| 2012-2013             | Real Madrid           | Liga                  | 32          | 9           | 15          | 8               | 0               | 3               | -                 | -                 | -                 | 2          | 0          | 1          | C1                             | 10                             | 1                              | 4                              | 8         | 6         | 5         | 60    | 16    | 28    |
| 2013-2014             | Real Madrid           | Liga                  | 2           | 0           | 0           | 0               | 0               | 0               | -                 | -                 | -                 | -          | -          | -          | C1                             | -                              | -                              | -                              | 1         | 0         | 1         | 3     | 0     | 1     |
| Sous-total            | Sous-total            | Sous-total            | 105         | 19          | 53          | 19              | 3               | 8               | -                 | -                 | -                 | 4          | 1          | 1          | -                              | 31                             | 4                              | 15                             | 30        | 13        | 20        | 189   | 40    | 97    |
| 2013-2014             | Arsenal FC            | Premier League        | 26          | 5           | 9           | 5               | 1               | 2               | 1                 | 0                 | 0                 | -          | -          | -          | C1                             | 8                              | 1                              | 2                              | 15        | 3         | 4         | 55    | 10    | 17    |
| 2014-2015             | Arsenal FC            | Premier League        | 22          | 4           | 5           | 5               | 1               | 2               | 0                 | 0                 | 0                 | 0          | 0          | 0          | C1                             | 5                              | 0                              | 1                              | 4         | 1         | 3         | 36    | 6     | 11    |
| 2015-2016             | Arsenal FC            | Premier League        | 35          | 6           | 19          | 1               | 0               | 1               | 0                 | 0                 | 0                 | 1          | 0          | 0          | C1                             | 8                              | 2                              | 0                              | 13        | 2         | 4         | 58    | 10    | 24    |
| 2016-2017             | Arsenal FC            | Premier League        | 33          | 8           | 9           | 3               | 0               | 1               | 0                 | 0                 | 0                 | -          | -          | -          | C1                             | 8                              | 4                              | 3                              | 5         | 1         | 2         | 49    | 13    | 15    |
| 2017-2018             | Arsenal FC            | Premier League        | 26          | 4           | 8           | -               | -               | -               | 2                 | 0                 | 0                 | -          | -          | -          | C3                             | 7                              | 1                              | 2                              | 8         | 2         | 3         | 43    | 7     | 13    |
| 2018-2019             | Arsenal FC            | Premier League        | 24          | 5           | 2           | 1               | 0               | 0               | -                 | -                 | -                 | -          | -          | -          | C3                             | 9                              | 1                              | 1                              | -         | -         | -         | 34    | 6     | 3     |
| 2019-2020             | Arsenal FC            | Premier League        | 18          | 1           | 1           | 1               | 0               | 0               | 2                 | 0                 | 2                 | -          | -          | -          | C3                             | 1                              | 0                              | 0                              | -         | -         | -         | 22    | 1     | 3     |
| Sous-total            | Sous-total            | Sous-total            | 184         | 32          | 52          | 16              | 2               | 6               | 5                 | 0                 | 2                 | 1          | 0          | 0          | -                              | 46                             | 9                              | 9                              | 46        | 9         | 16        | 298   | 52    | 85    |
| 2020-2021             | Fenerbahçe SK         | Süper Lig             | 10          | 0           | 1           | 1               | 0               | 0               | -                 | -                 | -                 | -          | -          | -          | -                              | -                              | -                              | -                              | -         | -         | -         | 11    | 0     | 1     |
| 2021-2022             | Fenerbahçe SK         | Süper Lig             | 22          | 8           | 2           | 1               | 0               | 0               | -                 | -                 | -                 | -          | -          | -          | C3                             | 4                              | 1                              | 0                              | -         | -         | -         | 27    | 9     | 2     |
| Sous-total            | Sous-total            | Sous-total            | 32          | 8           | 3           | 1               | 0               | 0               | -                 | -                 | -                 | -          | -          | -          | -                              | 4                              | 1                              | 0                              | -         | -         | -         | 37    | 9     | 3     |
| 2022-2023             | Başakşehir FK         | Süper Lig             | 4           | 0           | 0           | 1               | 0               | 0               | -                 | -                 | -                 | -          | -          | -          | C4                             | 2                              | 0                              | 0                              | -         | -         | -         | 7     | 0     | 0     |
| Total sur la carrière | Total sur la carrière | Total sur la carrière | 425         | 73          | 140         | 50              | 8               | 18              | 7                 | 0                 | 2                 | 5          | 1          | 1          | -                              | 113                            | 16                             | 39                             | 92        | 23        | 40        | 692   | 121   | 240   |

### Buts internationaux
| #  | Date              | Stade                                        | Adversaire           | Score | Résultat | Compétition                                         |
| -- | ----------------- | -------------------------------------------- | -------------------- | ----- | -------- | --------------------------------------------------- |
| 1  | 5 septembre 2009  | BayArena, Leverkusen, Allemagne              | Afrique du Sud       | 2–0   | 2–0      | Amical                                              |
| 2  | 23 juin 2010      | Soccer City, Johannesbourg, Afrique du Sud   | Ghana                | 1–0   | 1–0      | Coupe du monde 2010                                 |
| 3  | 8 octobre 2010    | Stade olympique de Berlin, Berlin, Allemagne | Turquie              | 2–0   | 3–0      | Qualifications Euro 2012                            |
| 4  | 7 juin 2011       | Stade Tofik Bakhramov, Bakou, Azerbaïdjan    | Azerbaïdjan          | 1–0   | 3–1      | Qualifications Euro 2012                            |
| 5  | 2 septembre 2011  | Veltins-Arena, Gelsenkirchen, Allemagne      | Autriche             | 2–0   | 6-2      | Qualifications Euro 2012                            |
| 6  | 2 septembre 2011  | Veltins-Arena, Gelsenkirchen, Allemagne      | Autriche             | 4–0   | 6-2      | Qualifications Euro 2012                            |
| 7  | 11 octobre 2011   | Esprit Arena, Düsseldorf, Allemagne          | Belgique             | 1–0   | 3-1      | Qualifications Euro 2012                            |
| 8  | 15 novembre 2011  | Imtech Arena, Hambourg, Allemagne            | Pays-Bas             | 3–0   | 3-0      | Amical                                              |
| 9  | 28 juin 2012      | Stadion Narodowy, Varsovie, Pologne          | Italie               | 2-1   | 2-1      | Euro 2012                                           |
| 10 | 7 septembre 2012  | AWD-Arena, Hanovre, Allemagne                | Îles Féroé           | 2-0   | 3-0      | Qualifications Coupe du monde 2014                  |
| 11 | 7 septembre 2012  | AWD-Arena, Hanovre, Allemagne                | Îles Féroé           | 3-0   | 3-0      | Qualifications Coupe du monde 2014                  |
| 12 | 11 septembre 2012 | Stade Ernst Happel, Vienne, Autriche         | Autriche             | 2-0   | 2-1      | Qualifications Coupe du monde 2014                  |
| 13 | 12 octobre 2012   | Aviva Stadium, Dublin, Irlande               | République d'Irlande | 0-3   | 1-6      | Qualifications Coupe du monde 2014                  |
| 14 | 16 octobre 2012   | Olympiastadion, Berlin, Allemagne            | Suède                | 4-0   | 4-4      | Qualifications Coupe du monde 2014                  |
| 15 | 11 septembre 2013 | Tórsvøllur, Torshavn, Îles Féroé             | Îles Féroé           | 2-0   | 3-0      | Qualifications Coupe du monde 2014                  |
| 16 | 11 octobre 2013   | RheinEnergieStadion, Cologne, Allemagne      | République d'Irlande | 3-0   | 3-0      | Qualifications Coupe du monde 2014                  |
| 17 | 15 octobre 2013   | Friends Arena, Solna, Suède                  | Suède                | 2-1   | 3-5      | Qualifications Coupe du monde 2014                  |
| 18 | 30 juin 2014      | Estádio Beira-Rio, Porto Alegre, Brésil      | Algérie              | 2-0   | 2-1      | Coupe du monde 2014                                 |
| 19 | 29 mars 2016      | Allianz Arena, Munich, Allemagne             | Italie               | 4-0   | 4-1      | Amical                                              |
| 20 | 2 juillet 2016    | Stade Matmut-Atlantique, Bordeaux, France    | Italie               | 1-0   | 1-1      | Euro 2016                                           |
| 21 | 31 août 2016      | Borussia-Park, Mönchengladbach, Allemagne    | Finlande             | 2-0   | 2-0      | Amical                                              |
| 22 | 4 septembre 2017  | Mercedes-Benz Arena, Stuttgart, Allemagne    | Norvège              | 1-0   | 6-0      | Éliminatoires de la Coupe du monde de football 2018 |
| 23 | 2 juin 2018       | Wörthersee Stadion, Klagenfurt, Autriche     | Autriche             | 0-1   | 2-1      | Amical                                              |

## Palmarès

### En club
|  |  | Werder Brême - Coupe d'Allemagne - Vainqueur : 2009 - Coupe de l'UEFA - Finaliste : 2009 |  | Real Madrid - Liga - Champion : 2012 - Coupe d'Espagne - Vainqueur : 2011 - Supercoupe d'Espagne - Vainqueur : 2012 |  | Arsenal FC - Premier League - Vice-Champion : 2016 - Coupe d'Angleterre - Vainqueur : 2014, 2015, 2017 et 2020 - League Cup - Finaliste : 2018 - Community Shield - Vainqueur : 2014, 2015 et 2017 - Ligue Europa - Finaliste : 2019 |

### En sélection
|  |  | Allemagne espoirs - Euro Espoirs - Vainqueur : 2009 |  | Allemagne - Coupe du monde - Troisième : 2010 - Vainqueur : 2014 |

### Récompenses individuelles
2008 :
- Joueur du mois de Bundesliga en septembre 2008

2009 :
- Deuxième meilleur passeur de la Bundesliga 2008-2009 avec 12 passes
- Troisième meilleur passeur de la Coupe UEFA 2008-2009 à égalité avec Glen Johnson, Mateja Kežman, Oleksandr Aliyev, Clément Chantôme, Dimitri Payet, Jádson, Yuri Zhirkov, Semir Štilić, Arda Turan, Simone Pepe, Shaun Wright-Phillips, Darijo Srna, Mladen Petrić, Gaetano D'Agostino et Pablo Zabaleta avec 3 passes

2010 :
- Joueur du mois de Bundesliga en novembre 2009
- Meilleur passeur de la Bundesliga 2009-2010 avec 14 passes
- Meilleur passeur de la Ligue Europa 2009-2010 avec 6 passes
- Meilleur passeur de la Coupe du monde 2010 avec 3 passes

2011 :
- Deuxième meilleur passeur de la Liga 2010-2011 avec 17 passes
- Membre de l'équipe type de la Liga 2010-2011
- Meilleur passeur de la Ligue des Champions 2010-2011 avec 6 passes
- Membre de l'équipe type de la Ligue des Champions 2010-2011
- Meilleur passeur d’Europe 2010-2011 avec 26 passes[19]
- Meilleur passeur des éliminatoires de l'Euro 2012 à égalité avec Kim Källström avec 7 passes[106]
- Meilleur joueur allemand de l'année 2011 élu par les supporters allemands

2012 :
- Meilleur passeur de la Liga 2011-2012 avec 17 passes.
- Membre de l'équipe type de la Liga 2011-2012
- Membre de l'équipe type de la Ligue des Champions 2011-2012
- Membre de l'équipe type de l'Euro 2012[107]
- Meilleur passeur de l'Euro 2012 à égalité avec Andreï Archavine, Steven Gerrard et David Silva avec 3 passes[108]
- Meilleur joueur allemand de l'année 2012 élu par les supporters allemands
- Membre de l'équipe de l'année UEFA 2012

2013 :
- Deuxième meilleur passeur de la Liga 2012-2013 avec 13 passes
- Deuxième meilleur passeur de la Ligue des Champions 2012-2013 à égalité avec Ángel Di María, Karim Benzema et Mario Götze avec 5 passes
- Troisième meilleur buteur des Éliminatoires de la Coupe du monde 2014 à égalité avec Vedad Ibišević avec 8 buts
- Membre de l'équipe de l'année UEFA 2013
- Meilleur joueur allemand de l'année 2013 élu par les supporters allemands

2015 :
- Meilleur joueur allemand de l'année 2015 élu par les supporters allemands
- Joueur du mois d'octobre 2015 élu par les supporters d'Arsenal
- Joueur du mois de novembre 2015 élu par les supporters d'Arsenal
- Joueur du mois de décembre 2015 élu par les supporters d'Arsenal

2016 :
- Joueur du mois de février 2016 élu par les supporters d'Arsenal
- Meilleur passeur de la Premier League 2015-2016 avec 19 passes
- Meilleur joueur de la saison 2015-2016 élu par les supporters d'Arsenal
- Meilleur joueur allemand de l'année 2016 élu par les supporters allemands

## Sponsors
Il devient ambassadeur officiel d'Adidas en 2013, à la suite de différentes polémiques l'opposant à son ancien sponsor Nike.

## Vie privée
En couple avec Aída Yéspica (en), célébrité de la télévision vénézuélienne, l'Allemand bénéficiait de nombreux passe-droits comme lorsqu'il se rendait, en jet privé et en pleine semaine, dans les capitales européennes pour passer la nuit avec sa compagne, ce qui impactait sur sa présence aux entrainements. Cette relation et les manquements professionnels du joueur qui en découlaient seraient la principale raison du départ d'Özil à Arsenal. Après avoir quitté sa campagne vénézuélienne, le Gunner a entretenu une relation avec Mandy Capristo, une chanteuse germano-italienne, star de la télévision allemande. Cette relation s'est terminée en octobre 2014. Depuis 2017, il a été en couple avec Amine Gülşe, une actrice et mannequin turco-suédoise (Miss Turquie 2014). Ils se sont mariés en juin 2019. Le président turc Erdoğan figurait parmi les invités d’honneur du mariage et a même fait un discours,.
Özil est par ailleurs supporteur du programme Big Shoe, favorisant l'insertion des enfants en difficulté dans le football. Il a reversé l'intégralité de sa prime gagnée à la Coupe du monde 2014 à cette association.